# Minella Borova
Minella Borova (ur. 22 lutego 1947 w Korczy, zm. 30 czerwca 2013 w Buenos Aires) – albański aktor.

## Życiorys
Po ukończeniu gimnazjum w Korczy studiował na wydziale aktorskim Instytutu Sztuk w Tiranie. Po ukończeniu studiów w 1969 rozpoczął pracę aktora w teatrze Andona Zako Cajupiego w Korczy, gdzie występował przez dziesięć lat. Przez kilka lat pracował także jako wykładowca w Instytucie Sztuk w Tiranie, a także jako inspektor d.s. teatru w ministerstwie kultury i nauki. W latach 1980-1990 zajmował się także krytyką teatralną.
Na dużym ekranie zadebiutował epizodyczną rolą w filmie Montatorja. Zagrał w 14 filmach fabularnych, w czterech z nich były to role główne.
W 1993 wyemigrował wraz z rodziną do Buenos Aires. Występował tam w teatrze San Martin. Po dłuższej przerwie przyjechał do Albanii w roku 2006, pracował w Międzynarodowym Centrum Kultury im. Pjetera Arbnoriego. Zmarł w Buenos Aires.
Był żonaty (żona Neta).

## Role filmowe
- 1970: Montatorja jako spawacz
- 1974: Rrugë të bardha jako Bato
- 1974: Shtigje lufte jako student
- 1975: Ne fillim të verës jako oficer Fumagali
- 1975: Udhëtim në pranverë jako Besnik
- 1976: Pylli i lirise jako Llazi Terbufi
- 1977: Flamur në dallgë jak prowokator
- 1978: I treti jako Isai
- 1981: Shoku ynë Tilli jako Shpëtim
- 1984: Fushë e blerte, fushë e kuqe jako generał
- 1984: Koha nuk pret jako Leone
- 1984: I paharruari jako Nesti
- 1986: Rrethimi i vogël jako Robert, szwagier Agrona
- 1987: Botë e padukshme jako Kristofor